# 和龙水库
和龙水库是广东省广州市白云区的一个水库。建于1974年，名字取于所在的和龙村。水库库坝高24.7米，坝长220米，集雨面积24.8平方公里，总库容量1753万立方米。2016年，和龙水库升级为广州市饮用水源二级保护区。